# 14674 INAOE
14674 INAOE è un asteroide della fascia principale. Scoperto nel 1999, presenta un'orbita caratterizzata da un semiasse maggiore pari a 2,5205949 UA e da un'eccentricità di 0,1087942, inclinata di 3,02049° rispetto all'eclittica.